# Agustín Azcona
Agustín Azcona (? - Madrid, octubre de 1855), fue un actor y dramaturgo español, autor de obras dramáticas y zarzuelas.
Poco se sabe sobre este autor; innovó como autor dramático creando un nuevo subgénero teatral, que parodiaba las óperas italianas de éxito adaptándolas al género chico y a la forma de la zarzuela; no poco éxito cosecharon así las parodias de Gaetano Donizetti y Vincenzo Bellini La venganza de Alifonso (1847), El sacristán de San Lorenzo (1847) y El suicidio de la Rosa (1847). El aprecio popular le valió tener dedicada una calle en Madrid en el barrio de La Guindalera. Entre sus obras serias figuran El rey de Argel, La pradera del canal y La Virgen del Puerto, así como la tragedia Régulo. Cómica es Perico el de los palotes. Empezaba a quedarse ciego y tuvo que interrumpir una Historia de la Villa de Madrid cuya redacción comenzó en 1843. Fue nombrado conservador del Teatro Real de Madrid.
Fue también autor de obras no dramáticas, como la biografía Ana Bolena (1832) la Historia de Madrid desde sus tiempos más antiguos hasta nuestros días (1843).

## Obras
- El Sacristán de San Lorenzo: zarzuela en tres cuadros (música de Cristóbal Oudrid).
- El suicidio de Rosa: zarzuela en un acto.
- La pradera del canal: zarzuela en un acto
- Régulo: tragedia nuevamente escrita, en tres actos.
- Moreto: zarzuela en tres actos y en verso (música de Cristóbal Oudrid).